# Gaig de bardissa de Santa Cruz
El gaig de bardissa de Santa Cruz (Aphelocoma insularis) és una espècie d'ocell de la família dels còrvids (Corvidae) que habita boscos i matolls de l'Illa Santa Cruz, propera a la costa del sud de Califòrnia.
Algunes classificacions, com ara Handbook of the Birds of the World and Birdlife (Dec 2018) la consideren una subespècie del gaig de bardissa de Califòrnia: Aphelocoma californica insularis.